# ماریون (نبراسکا)
ماریون (به انگلیسی: Marion) یک منطقهٔ مسکونی در ایالات متحده آمریکا است که در نبراسکا واقع شده‌است. ماریون ۷۶۲٫۰۱ متر بالاتر از سطح دریا قرار دارد.